# Stefano Eranio
Stefano Eranio  est un footballeur italien, né le 29 décembre 1966 à Gênes. Il a été consultant pour la chaîne de télévision suisse RSI mais a été renvoyé pour propos racistes.

## Carrière
- 1984-1992 : Genoa 1893  Italie
- 1992-1997 : Milan AC  Italie
- 1997-2002 : Derby County  Angleterre
- 2002-2003 : AC Prosesto  Italie

## Palmarès
- 20 sélections et 3 buts avec l'équipe d'Italie entre 1990 et 1997.
- Championnat d'Italie de football 1992-1993
- Finaliste de la Ligue des Champions en 1993
- Demi-finaliste de la Coupe de l'UEFA en 1992